# 完顏希尹
完颜希尹（？—1140年），本名穀神，又作兀室、悟室、胡舍，完颜欢都之子。金国政治人物，亦是女真文字创制者。

## 女真大字
完颜希尹受命仿照漢文楷字，並基於契丹文字，配合女真口語，創製女真文字，於天輔三年（1119年）起行，史稱女真大字。

## 戰功
從金太祖完颜阿骨打征戰，後從完颜宗翰袭辽天祚帝。收降辽西京（今山西大同）。
金太宗天会三年（1125年），金第一次伐宋，時任元帥右監軍，自西京攻太原。天會五年（1127年），金第二次伐宋，與諸將遣宋徽、欽二帝及后妃還，北宋亡。後從完顏宗追宋康王赵构於揚州。天會十三年（1135年），金太宗死，立金熙宗，任尚書左丞相兼侍中。熙宗天眷二年（1139年），封陈王，与完颜宗幹共诛完颜宗磐、完颜宗雋。第二年，以“心在無君”等罪名與子同賜死。

## 评价
熙宗皇统三年（1143年），追赠邢国公。海陵王天德三年（1151年），追封豫王。海陵王正隆二年（1157年），降封金源郡王。金世宗大定十五年（1175年），谥「貞憲」。

## 家族

### 妻妾
1. 正妃：乌古论曷罗哂，金穆宗之妻貞惠皇后烏古論氏的姪女。

### 子孫
1. 子：完顏把荅（—1140年），同修國史，和父親同時被處死。
2. 子：完顏漫帶（—1140年），符寶郎，和父親同時被處死。
3. 子：完顏挞挞（—1140年），明威將軍，殺完顏宗磐并姦淫其妻後受責受驚而死。
4. 孫：完颜守道、完颜守貞、完颜守能。

## 延伸阅读
[在维基数据编辑]
 《金史·卷73》，出自脱脱《遼史》